# Fuente de El Molinar de Alcoy
La fuente de El Molinar de Alcoy, situada en el paraje de El Molinar de Alcoy se encuentra ubicada a las afueras de la ciudad de Alcoy (Alicante), España. Es un edificio público de estilo modernista valenciano construido en el año 1912, que fue proyectado por el ingeniero municipal José Abad Carbonell.

## Descripción
Se localiza al inicio del barranco de la Batalla. Fue obra del ingeniero alcoyano José Abad Carbonell en 1912.
Se trata de un edificio de estilo modernista que consta de una cúpula y un cupulín adornado con franjas de trencadís de vivos colores en los que predominan el ocre y el azul. El cupulín se cierra con una bóveda y además se encuentran ventanas formando arcos de medio punto.
Rodea el edificio una tapia octogonal que consta de una puerta para acceder al interior del manantial. Esta puerta es de medio punto. La piedra de la tapia aparece formando sillería.
Los antecedentes del edificio, que se construyó en 1912, se remontan a 1540, en que se canalizaron las aguas del río Molinar por obra de Melchor Llopis y posteriormente, en 1780, se realizó otra cerca que también era octogonal.